# Artemare
Artemare är en kommun i departementet Ain i regionen Auvergne-Rhône-Alpes i östra Frankrike. Kommunen ligger  i kantonen Champagne-en-Valromey som ligger i arrondissementet Belley. Kommunens areal är 3,75 km². År 2022 hade Artemare 1 141 invånare.

## Befolkningsutveckling
Antalet invånare i kommunen Artemare
Referens: INSEE